# Proryv (film 2006)
Proryv (Прорыв) è un film del 2006 diretto da Vitalij Lukin.

## Trama
Il film è ambientato in Cecenia nel 2000. L'intelligence dell'esercito sta cercando di trovare banditi nascosti tra le montagne. Un gruppo si è scontrato con un piccolo gruppo di militanti nella gola dell'Argun. Ma, come si è scoperto, la situazione è molto più grave. Un gruppo di duemila banditi si avvicina all'uscita dalla gola.